# Tokyo Tapes
Tokyo Tapes je první koncertní album německé heavymetalové skupiny Scorpions, nahrané roku 1978. Obsahuje záznam z koncertu v japonském Tokiu a je považováno za jednu z nejlepších live nahrávek v historii hardrocku.

## Seznam Písní
1. "All Night Long" (U.Roth/K.Meine) – 3:44
2. "Pictured Life" (R. Schenker/K.Meine/U.Roth) – 3:12
3. "Backstage Queen" (R. Schenker/K.Meine) – 3:44
4. "Polar Nights" (U.Roth) – 6:43
5. "In Trance" (R. Schenker/K.Meine) – 5:25
6. "We'll Burn the Sky" (R. Schenker/M.Dannemann) – 8:07
7. "Suspender Love" [R. Schenker/K.Meine) – 3:38
8. "In Search of the Peace of Mind" (R. Schenker/M. Schenker/K.Meine/Heimberg/W.Dziony) – 3:02
9. "Fly to the Rainbow" (M. Schenker/U.Roth) – 9:39
10. "He's a Woman, She's a Man" (R. Schenker/K.Meine/H.Rarebell) – 5:22
11. "Speedy's Coming" (R. Schenker/K.Meine) – 3:40
12. "Top of the Bill" (R. Schenker/K.Meine) – 6:45
13. "Hound Dog" (Leiber/Stoller) – 1:14
14. "Long Tall Sally" (Johnson/Blackwell/Penniman) – 2:50
15. "Steamrock Fever" (R. Schenker/K.Meine) – 3:41
16. "Dark Lady" (U.Roth) – 4:18
17. "Kojo No Tsuki" (R. Taki-B. Tsuchi/ar. Scorpions) – 3:35
18. "Robot Man" (R. Schenker/K.Meine) – 5:47

## Sestava
- Klaus Meine – zpěv
- Ulrich Roth – kytara
- Rudolf Schenker – kytara
- Francis Buchholz – baskytara
- Herman Rarebell – bicí